# Wilhelm (volkslied)
Wilhelm, ook wel Wilhelmus genoemd (niet te verwarren met het Nederlandse volkslied Wilhelmus) is het Groothertogelijke volkslied van Luxemburg. Het lied geldt naast het gewone volkslied, Ons Heemecht, als volkslied van Luxemburg, maar wordt alleen gespeeld bij gelegenheden waar leden van het Luxemburgse Groothertogelijk huis aanwezig zijn.
Het gebruik om naast het gewone volkslied ook een groothertogelijk lied te hebben stamt uit de tijd dat de Nederlandse koning Willem III en koningin Emma als groothertog en groothertogin van Luxemburg, in 1883 een bezoek brachten aan het land. Toen al werd - naast Ons Heemecht - het Nederlandse Wilhelmus gespeeld, ter ere van het vorstelijk bezoek. Nadat de personele unie tussen het Huis van Oranje-Nassau en Luxemburg vanwege de Erneuerte Nassauische Erbverein in 1890 werd verbroken, bleef het Nederlandse Wilhelmus nog enige tijd - inmiddels voorzien van een Luxemburgse tekst - bestaan als lied dat bij ontvangsten van leden van de Walramse tak het Huis Nassau, die na 1890 over Luxemburg regeerden, werd gespeeld. 
In 1919, ter gelegenheid van het huwelijk van Groothertogin Charlotte met Felix van Bourbon-Parma, schreef de Luxemburgse schrijver Nikolaus Welter een nieuwe Hymne voor het Huis Luxemburg-Nassau-Bourbon. Deze hymne wordt kortweg Wilhelm genoemd en sindsdien is dat het groothertogelijke volkslied.